# Де Майо, Джоуи
Джоуи Де Майо (англ. Joey DeMaio; род. 6 марта 1954) — американец итальянского происхождения, один из основателей, бас-гитарист и основной композитор хеви-метал-группы Manowar.

## Биография
Родился в Оберне, Нью-Йорк. Де Майо играл на бас-гитаре во многих группах, короткое время играл вместе с Ронни Джеймсом Дио в группе Elf, работал звукоинженером и пиротехником у Black Sabbath во время их тура Heaven and Hell.
Де Майо занимается боевыми искусствами и тяжёлой атлетикой, увлекается мотоциклами (участники группы Manowar часто катаются по сцене на Харлеях).
В 2003 году, после создания студии записи Magic Circle Music, он стал менеджером итальянской пауэр-метал-группы Rhapsody of Fire.
В 2012 году Жан-Клод Ван Дамм пригласил Де Майо написать саундтрек к своему фильму «Полон любви».

## Manowar
Группа Manowar была сформирована в апреле 1980 года во время концерта британской группы Black Sabbath в Ньюкасле (Англия) после знакомства Джоуи, который на тот момент работал у Black Sabbath пиротехником и звукоинженером, с гитаристом Россом Фуничелло.
Джоуи является автором всех без исключения текстов песен группы Manowar, а также он является основным композитором, иногда в соавторстве с гитаристом. Также, Джоуи Де Майо и вокалист Эрик Адамс остаются единственными неизменными участниками группы с момента её основания в 1980 году и по сей день.

## Техника игры
Джоуи Де Майо обычно использует эффект «овердрайв» при игре на бас-гитаре. Во многих песнях он использует пауэр-аккорды (различные его риффы могут быть построены только на них), что несвойственно для традиционной игры на этом инструменте.
Также он использует восьмиструнную бас-гитару, особенно для игры мелодических соло-партий (например, в таких песнях, как «Defender» с альбома Fighting The World и «Gates of Valhalla» с альбома Into Glory Ride).
Де Майо известен демонстрацией своей техники быстрой игры на бас-гитаре как во время записи в студии, так и на живых выступлениях. Он часто переигрывает фрагменты классических произведений, таких как «Полёт шмеля» Римского-Корсакова, которую Де Майо переименовал в Sting of the Bumblebee (рус. Жало/укус шмеля), подчеркивая высокую скорость игры этого произведения.
В некоторых песнях он использует бас-пикколо (бас-гитара с четырьмя струнами, настроенными как у гитары, то есть на октаву выше), например, в «Battle Hymn» с альбома Battle Hymns.

## Музыкальные предпочтения
Джоуи нравятся группы Nightwish, Hammerfall, Candlemass, Pantera и ранняя Metallica. Кроме того, он любит церковную и классическую музыку, в частности Вагнера. По его словам, играть он начал под влиянием таких групп как Led Zeppelin, Black Sabbath и Deep Purple.